# Courcelles-en-Barrois
Courcelles-en-Barrois è un comune francese di 31 abitanti situato nel dipartimento della Mosa nella regione del Grand Est.

## Storia

### Simboli
Lo stemma è stato adottato dal comune il 17 febbraio 2018. 
La colomba in volo, simbolo di semplicità, è un'allusione a san Simplicio di Autun, patrono della parrocchia.
Il lupo rappresenta la fauna selvatica, il cavallo l'allevamento e le attività equestri, l'ariete l'allevamento di piccoli animali ed è anche un riferimento al toponimo Courcelles  (da curticula, "piccola corte") che designa un piccolo insediamento agricolo.

## Società

### Evoluzione demografica
Abitanti censiti